# 조철기
조철기(趙喆紀, 1965년 9월 23일 ~ )는 대한민국의 정치인이다.

## 학력
- 예산농업전문대학(현 공주대학교) 농업과 졸업

## 경력
- 민주당 충청남도당 지방자치정책위원
- 2010.07 ~ 2014.06: 제6대 충청남도 아산시의회 의원
- 2014.07 ~ 2018.04: 제7대 충청남도 아산시의회 의원
- 2018년 7월 1일 ~ 2022년 6월 30일: 제11대 충청남도의회 의원
- 2022년 7월 1일 ~ : 제12대 충청남도의회 의원

## 역대 선거 결과
|  | 37.13% |

|  | 11.01% |

|  | 68.23% |

|  | 55.35% |